# The Tides of Retribution
The Tides of Retribution è un cortometraggio muto del 1915 diretto da J. Farrell MacDonald.

## Produzione
Il film fu prodotto dalla Biograph Company.

## Distribuzione
Distribuito dalla General Film Company, il film - un cortometraggio in tre bobine - uscì nelle sale cinematografiche statunitensi il 22 dicembre 1915. Non si conoscono copie ancora esistenti della pellicola che viene considerata presumibilmente perduta.